# 笹野恵
笹野 恵（ささの めぐむ）は、日本の脚本家。福島県出身。早稲田大学卒。

## 参加作品

### テレビアニメ
2002年
- 天使な小生意気（2002年 - 2003年）

2003年
- 高橋留美子劇場
- 高橋留美子劇場 人魚の森
- マーメイドメロディー ぴちぴちピッチ（2003年 - 2004年）
- ボボボーボ・ボーボボ（2003年 - 2005年）

2004年
- マーメイドメロディー ぴちぴちピッチ ピュア
- それいけ!アンパンマン

2005年
- タイドライン・ブルー
- ギャラリーフェイク
- とっとこハム太郎 はむはむぱらだいちゅ! ※281話のみ
- ぺとぺとさん（シリーズ構成）
- アニマル横町（2005年 - 2006年）

2006年
- ひまわりっ!
- きらりん☆レボリューション（2006年 - 2008年）

2007年
- Saint October
- ひまわりっ!!
- ひとひら（シリーズ構成）
- 桃華月憚
- レンタルマギカ（2007年 - 2008年）

2008年
- おじゃる丸

2009年
- リストランテ・パラディーゾ
- チーズスイートホーム あたらしいおうち
- ジュエルペット（2009年 - 2010年）
- 毎日かあさん（2009年 - 2012年）

2010年
- 薄桜鬼
- 薄桜鬼 碧血録
- ひめチェン!おとぎちっくアイドル リルぷりっ

2012年
- 薄桜鬼 黎明録

2013年
- 八犬伝―東方八犬異聞―

2014年
- 幕末Rock

2015年
- かみさまみならい ヒミツのここたま（2015年 - 2018年）(全139回中26回40話執筆)

2016年
- リルリルフェアリル〜妖精のドア〜（2016年 - 2019年）

2017年
- アニメガタリズ

2018年
- ダメプリ ANIME CARAVAN
- 音楽少女

キラキラハッピー★ ひらけ!ここたま (全55回中9回13話執筆)
2019年
- 胡蝶綺 〜若き信長〜
- ACTORS -Songs Connection-

2020年
- number24
- 乙女ゲームの破滅フラグしかない悪役令嬢に転生してしまった…（2020年 - 2021年）
- キングスレイド 意志を継ぐものたち

2021年
- WAVE!!〜サーフィンやっぺ!!〜
- EDENS ZERO
- 精霊幻想記
- キラキラ キャッチ!ティニピン（2021年 - 2022年）※Sasano Megumi名義（韓国）
- 真の仲間じゃないと勇者のパーティーを追い出されたので、辺境でスローライフすることにしました

2022年
- 4人はそれぞれウソをつく

2024年
- 義妹生活
- 精霊幻想記2
- 来世は他人がいい

2025年
- 誰ソ彼ホテル
- 黒岩メダカに私の可愛いが通じない
- 公女殿下の家庭教師

### OVA
- “文学少女”今日のおやつ 〜はつ恋〜（2009年）
- “文学少女”メモワールI -夢見る少女の前奏曲-（2010年）

### ドラマCD
- “文学少女”と死にたがりの道化【前篇】（2009年）

### テレビドラマ
- 風魔の小次郎（2007年）
- ここはグリーン・ウッド（2008年）
- RH（アールエイチ）プラス（2008年）